# Desecheo

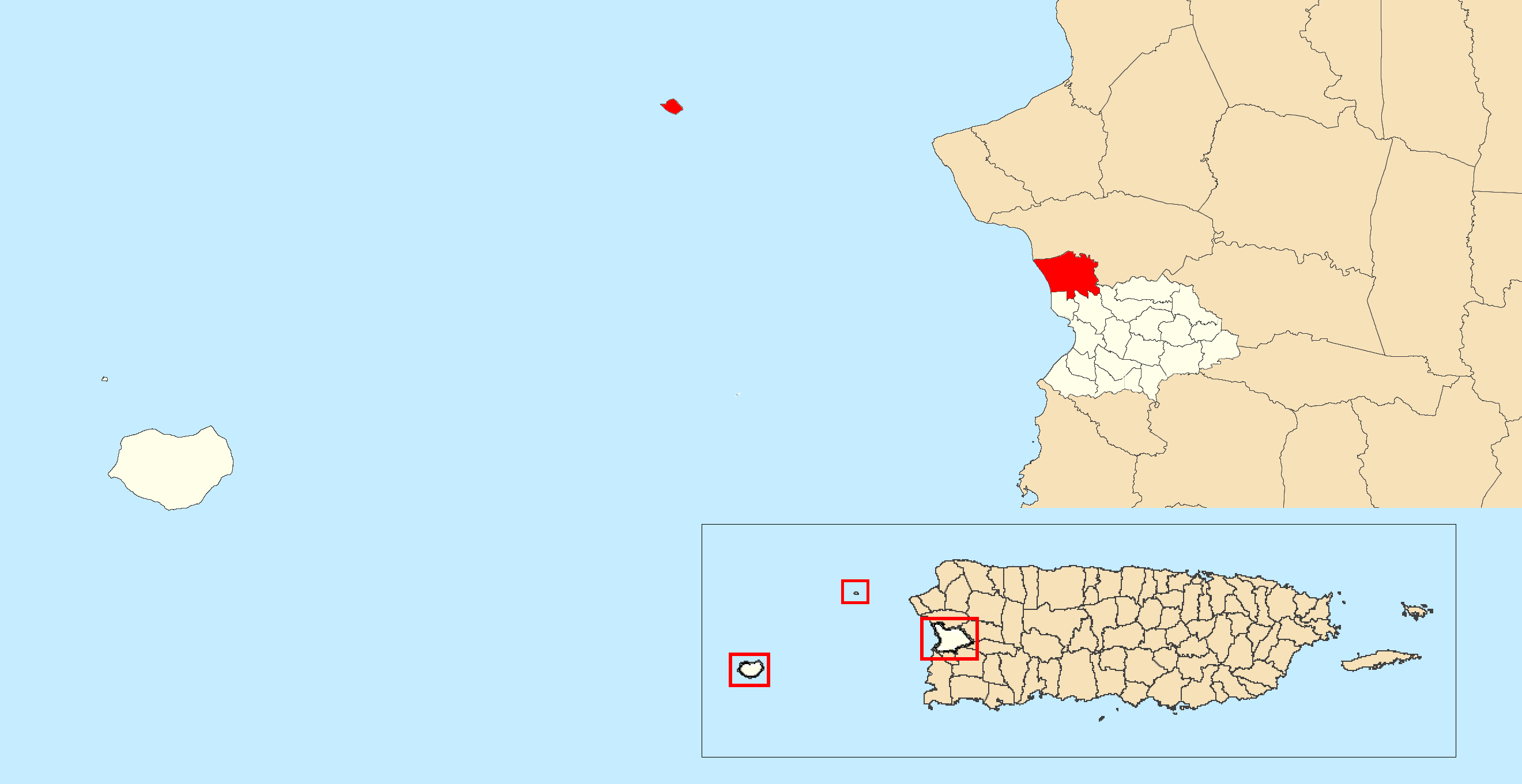
Stadtbezirk (Barrio) Sabanetas der Stadt Mayagüez, mit der Insel im Nordwesten (rot hervorgehoben)

Desecheo ist eine kleine unbewohnte Insel nordöstlich der Mona-Passage und Teil der Inselgruppe um Puerto Rico. Sie ist 21 km von der Westküste (Punta Higüero) der Hauptinsel Puerto Rico entfernt und liegt 50 km nordöstlich von Mona. Die Insel hat eine Fläche von 1,5 km² (genau: 1.524.613 m² oder 376,74 Acre). Dies schließt kleine und küstennahe Nebeninseln ein, darunter El Murro, eine Gruppe dreier steiler Felsen mit Höhen zwischen 30 und 44 Metern im Westen, sowie Islotes Dospiedras im Osten. Der beste Landeplatz für Boote ist Puerto de los Botes an der Westküste, ein natürlicher Hafen, jedoch nur bei gutem Wetter zu benutzen. Während eines Besiedlungsversuchs in den 1920er Jahren wurde das Gebiet um Puerto de los Botes für die Landwirtschaft gerodet. Das West Valley oberhalb  von Puerto de los Botes sowie das größere Long Valley weiter östlich wurden als Viehweiden genutzt, und Dämme wurden oberhalb der Mündungen dieser Täler an der Südküste errichtet, um das gelegentlich fließende Wasser für die Viehtränke zu stauen.
Politisch wird die Insel als ein Teil des Barrio Sabanetas von der Stadtverwaltung von Mayagüez verwaltet. Sie wurde von Christoph Kolumbus während seiner zweiten Reise in die Neue Welt entdeckt, aber erst 1517 durch den spanischen Entdecker Nuñez Alvarez de Aragón benannt.
Desecheos höchster Punkt liegt auf 218 Metern. Der jährliche Niederschlagsdurchschnitt liegt bei 1020 mm. Die fehlenden oberirdischen Gewässer begrenzen die Flora auf dornige Büsche und Sträucher, kleine Bäume und diverse Kakteengewächse, einschließlich der vom Aussterben bedrohten Harrisia portoricensis. Die Fauna besteht aus diversen Arten von Meeresvögeln, drei endemischen Arten von Echsen (Ameiva desechensis, Anolis desechensis und Sphaerodactylus levinsi), eingeführten Ziegen und Ratten und einer kleinen Population von Rhesusaffen, die 1967 im Zuge einer Anpassungsstudie aus Cayo Santiago eingeführt wurden. Vor der Einführung der Rhesusaffen war die Insel die größte Nistkolonie des Brauntölpels. Aktuell nistet keine Art mehr auf der Insel.

Ansichten
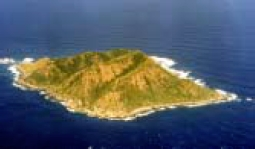
Desecheo von Südosten aus gesehen
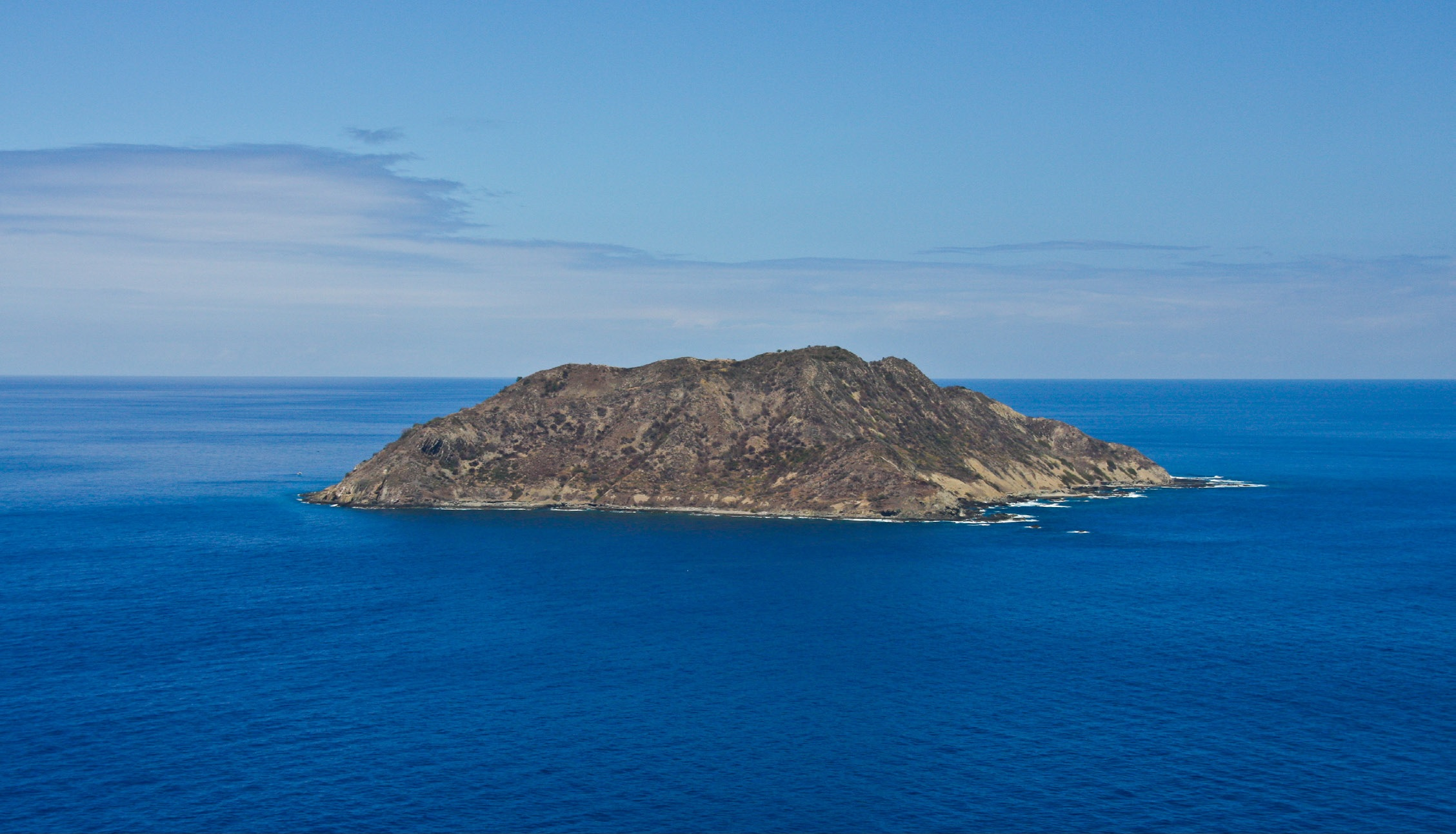
Schrägluftbild
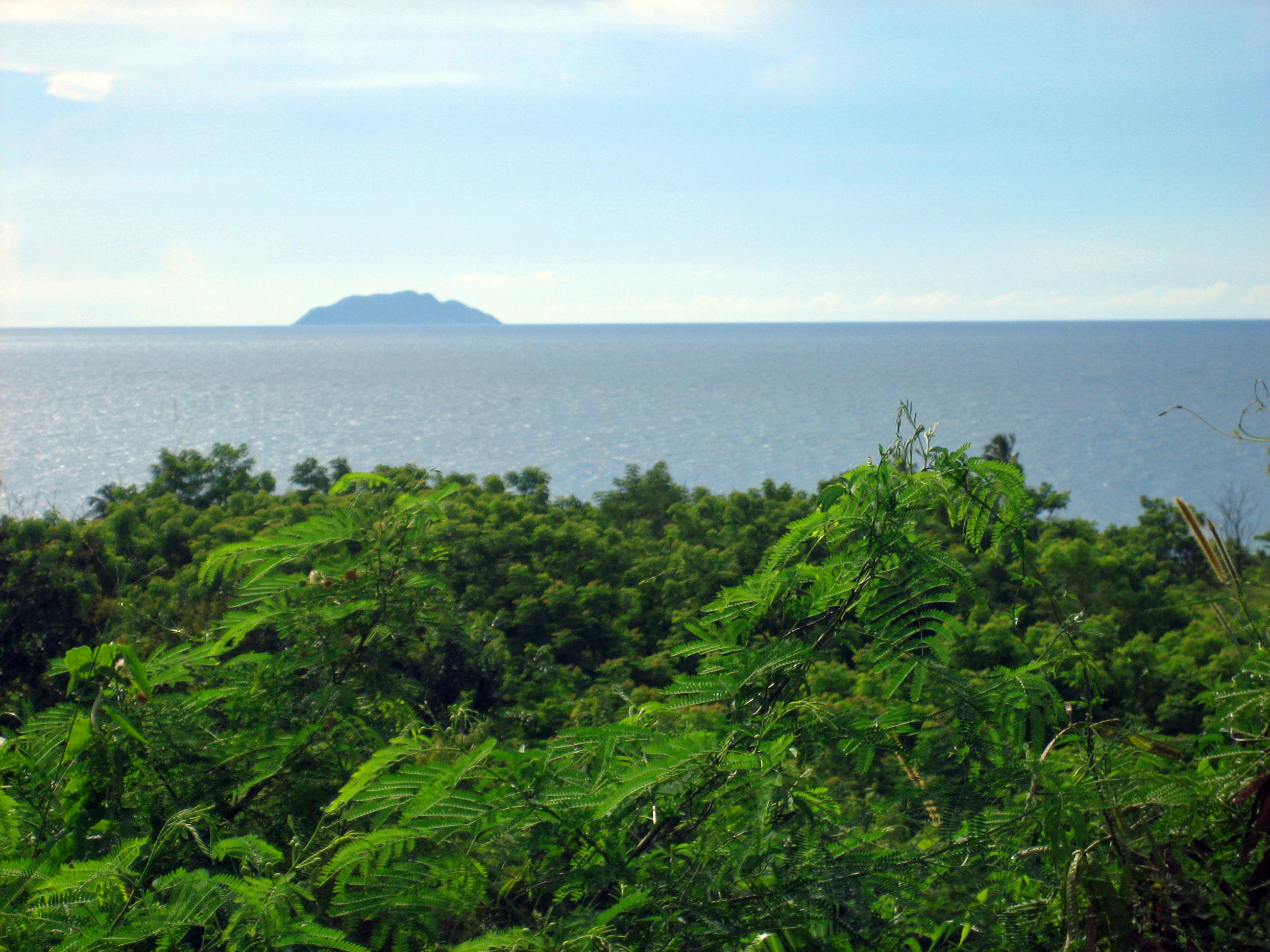
Desecheo von Rincón aus gesehen
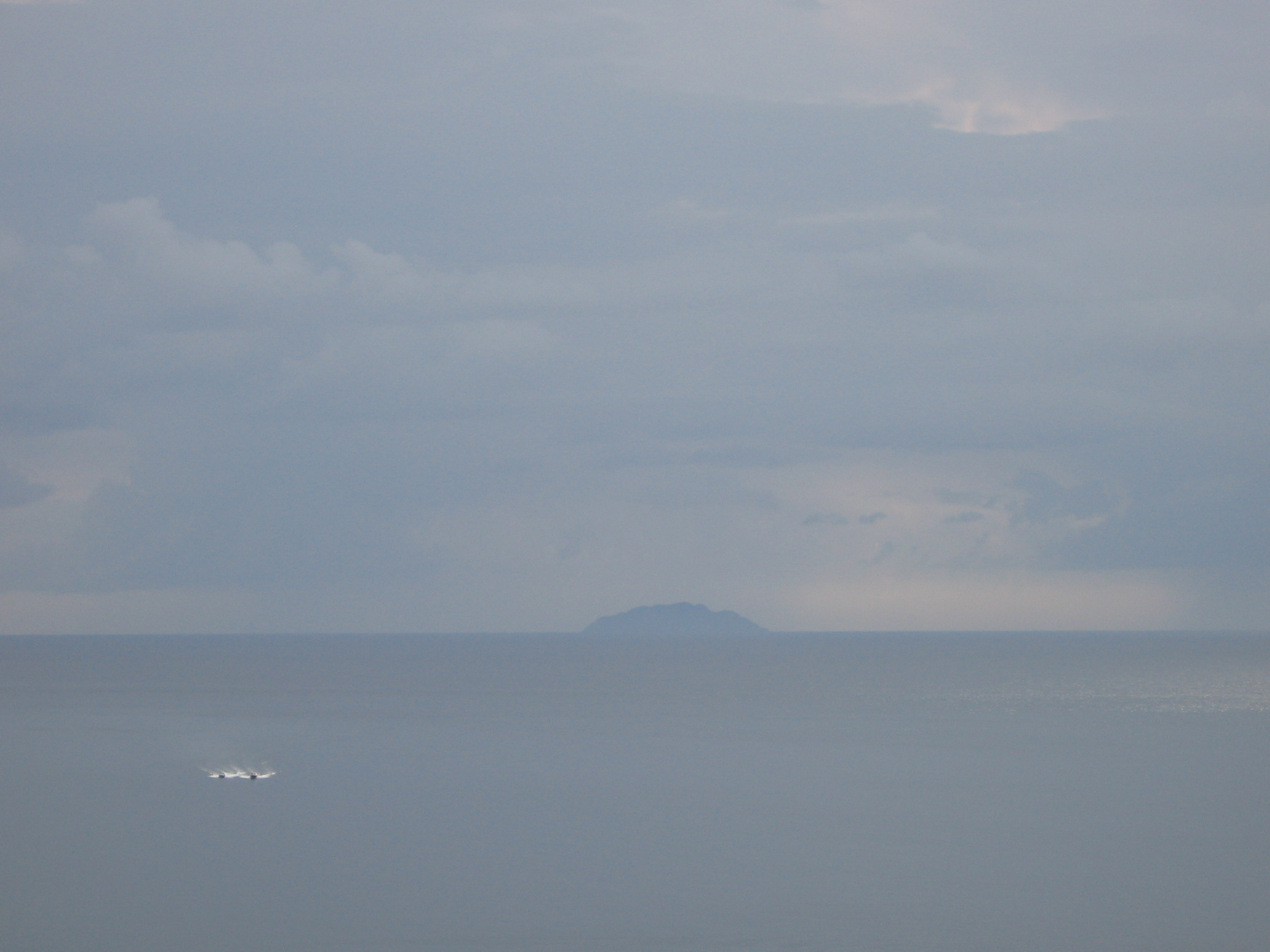
Desecheo von Aguadilla aus gesehen

Obwohl Desecheo politisch zu Puerto Rico gehört, wird es geomorphologisch zusammen mit den Inseln Mona und Monito nicht als Teil der puerto-ricanischen Bank angesehen. Man glaubt, dass die Insel mindestens seit dem Pliozän isoliert ist. Jedenfalls ist die Insel Teil der Rio-Culebrinas-Formation, was vermuten lässt, dass sie einst mit Puerto Rico verbunden war.
Im August 2012 meldete das U.S. Fish and Wildlife Service den Erfolg eines Rattenausrottungsprogrammes auf Desecheo Island. Die ursprünglich nicht einheimischen Hausratten hatten zuvor die Tierwelt auf der Insel drastisch reduziert und waren v. a. auch dafür verantwortlich, dass die Anfang des 20. Jahrhunderts noch häufigen Seevogelkolonien auf Desecheo Island verschwanden. Nach der Ausrottung der Ratten rechnet man mit einer Rückkehr der Seevögel.
Auf einer alten französischen Karte von 1724 ist die Insel als Île de Zachée (Insel des Zachäus) ou Germaine bezeichnet.